# Damien Lahaye
Damien Lahaye (Chimay, 30 januari 1984) is een Belgisch voetballer die anno 2018 onder contract ligt bij RUS Rebecquoise. Lahaye is een doelman.

## Carrière
In z'n jeugdcarrière doorliep Lahaye heel wat ploegen. Z'n debuut in Eerste klasse maakte hij bij Sporting Charleroi op 18 maart 2006 tegen Sporting Lokeren. Hij speelde er in drie seizoenen slechts zes wedstrijden. Tijdens het seizoen 2008/09 werd hij verhuurd aan UR Namur en URS du Centre. In het seizoen 2009-2010 werd hij vanaf augustus 2010 gehuurd door KV Kortrijk. De Kortrijkzanen namen hem na afloop definitief over. Een jaar later verkaste hij naar AFC Tubize, waar hij twee seizoenen titularis was. In de zomer van 2013 verhuisde hij naar White Star Bruxelles.